# リチャード・ギア/人生の特効薬
『リチャード・ギア/人生の特効薬』（原題:The Benefactor）は2015年にアメリカ合衆国で公開されたドラマ映画である。監督はアンドリュー・レンツィ、主演はリチャード・ギアが務めた。本作は日本国内で劇場公開されなかったが、WOWOWで放送されたことがある。また、DVD化の際には『ベネファクター/封印』という邦題が使用された。

## 概略
フランシス・ワッツ（フラニー）は裕福な高齢者だったが、親友が事故死してからというもの、世捨て人同然の暮らしを送っていた。そんなある日、フラニーの前に親友の娘とその夫（オリヴィアとルーク）が現れた。2人との交流を通して、フラニーは徐々に生気を取り戻していったが、彼には誰にも話せない秘密があった。

## キャスト
- リチャード・ギア - フランシス・ワッツ（フラニー）
- ダコタ・ファニング - オリヴィア
- テオ・ジェームズ - ルーク
- クラーク・ピータース - ロマーノ医師
- ブライアン・アンソニー・ウィルソン - ジェシー
- デニーシャ・プラット - シャロン
- リサ・ロバーツ - モリー
- ロイ・ジェームズ・ウィルソン - チャーリー
- ティボー・フェルドマン - サム医師

## 製作
2013年8月、アンドリュー・レンツィの長編映画監督デビュー作『Franny』にリチャード・ギアが起用されたとの報道があった。9月、ダコタ・ファニングとテオ・ジェームズがキャスト入りした。10月21日、本作の主要撮影がフィラデルフィアで始まった。

## 公開
2015年4月17日、本作はトライベッカ映画祭でプレミア上映された。5月1日、サミュエル・ゴールドウィン・フィルムズが本作の全米配給権を獲得したと発表した。6月13日、シャンゼリゼ映画祭で本作の上映が行われた。なお、アメリカで封切られるに当たって、本作のタイトルは『Franny』から『The Benefactor』に変更された。

## 評価
本作に対する批評家からの評価は芳しいものではない。映画批評集積サイトのRotten Tomatoesには52件のレビューがあり、批評家支持率は25%、平均点は10点満点で4.2点となっている。サイト側による批評家の見解の要約は「『リチャード・ギア/人生の特効薬』にはリチャード・ギアとダコタ・ファニングが出演しているが、2人をどう活かすべきかが分っていない。そのため、上質な作品になれるポテンシャルがあったにも拘わらず、凡庸なドラマになってしまった。」となっている。また、Metacriticには19件のレビューがあり、加重平均値は40/100となっている。